# Actividad óptica

Principio de funcionamiento de un polarímetro para medir la rotación óptica. 1. Fuente de luz 2. Luz no polarizada 3. Polarizador lineal 4. Luz polarizada linealmente 5. Tubo de muestra que contiene moléculas en estudio 6. Rotación óptica debida a moléculas 7. Analizador lineal giratorio 8. Detector

La rotación óptica, también conocida como rotación de polarización o birrefringencia circular, es la rotación de la orientación del plano de polarización sobre el eje óptico de la luz polarizada linealmente a medida que viaja a través de ciertos materiales. La birrefringencia circular y el dicroísmo circular son las manifestaciones de la actividad óptica. La actividad óptica ocurre solo en materiales quirales, aquellos que carecen de simetría de espejo microscópico. A diferencia de otras fuentes de birrefringencia que alteran el estado de polarización de un haz, la actividad óptica se puede observar en los fluidos. Esto puede incluir gases o soluciones de moléculas quirales como azúcares, moléculas con estructura secundaria helicoidal como algunas proteínas y también cristales líquidos quirales. También se puede observar en sólidos quirales como ciertos cristales con rotación entre planos cristalinos adyacentes (como el cuarzo) o metamateriales.
Al observar la fuente de luz, la rotación del plano de polarización puede ser hacia la derecha (dextrorrotativo — d-rotativo, representado por (+), en el sentido de las agujas del reloj), o hacia la izquierda (levorrotario — l-rotativo, representado por (-), en sentido contrario a las agujas del reloj) según el estereoisómero dominante. Por ejemplo, la sacarosa y el alcanfor son d-rotativos mientras que el colesterol es l-rotativo. Para una sustancia dada, el ángulo por el cual gira la polarización de la luz de una longitud de onda específica es proporcional a la longitud del camino a través del material y (para una solución) proporcional a su concentración.
La actividad óptica se mide utilizando una fuente polarizada y un polarímetro. Esta es una herramienta particularmente utilizada en la industria azucarera para medir la concentración de azúcar del jarabe y, en general, en química para medir la concentración o proporción enantiomérica de moléculas quirales en solución. La modulación de la actividad óptica de un cristal líquido, vista entre dos polarizadores de hoja, es el principio de funcionamiento de las pantallas de cristal líquido (utilizadas en la mayoría de los televisores y monitores de computadora modernos).

## Formas
La dextrorotación y la levorotación son términos utilizados en química y física para describir la rotación óptica de la luz polarizada en un plano. Desde el punto de vista del observador, la dextrorotación se refiere a la rotación en el sentido de las agujas del reloj o hacia la derecha, y la levrotación se refiere a la rotación en el sentido contrario a las agujas del reloj o hacia la izquierda.
Un compuesto químico que causa la dextrorotación se llama dextrorrotatorio, mientras que un compuesto que causa levrotación se llama levorrotatorio. Los compuestos con estas propiedades consisten en moléculas quirales y se dice que tienen actividad óptica. Si una molécula quiral es dextrógira, su enantiómero (imagen especular geométrica) será levógiro y viceversa. Los enantiómeros giran la luz polarizada en un plano el mismo número de grados, pero en direcciones opuestas.

### Prefijos de quiralidad
Un compuesto se puede etiquetar como dextrógiro usando el prefijo "(+)-" o " d -". Asimismo, un compuesto levógiro puede etiquetarse usando el prefijo "(-)-" o " l -". Los prefijos " d -" y " l -" en minúsculas están obsoletos y son distintos de los prefijos " D -" y " L -" en MAYÚSCULAS PEQUEÑAS . Los prefijos " D -" y " L -" se utilizan para especificar el enantiómero de los compuestos orgánicos quirales en bioquímica y se basan en la configuración absoluta del compuesto en relación con el (+)- gliceraldehído, que es la forma D por definición. El prefijo que se usa para indicar la configuración absoluta no está directamente relacionado con el prefijo (+) o (-) que se usa para indicar la rotación óptica en la misma molécula. Por ejemplo, nueve de los diecinueve L - aminoácidos que se encuentran naturalmente en las proteínas son, a pesar del prefijo L -, en realidad dextrógiros (a una longitud de onda de 589 nm), y la D - fructosa a veces se denomina "levulosa" porque es levógira.
Los prefijos D y L describen la molécula como un todo, al igual que los prefijos (+) y (-) para la rotación óptica. Por el contrario, los prefijos (R)- y (S)- de las reglas de prioridad de Cahn-Ingold-Prelog caracterizan la configuración absoluta de cada estereocentro quiral específico con la molécula, en lugar de una propiedad de la molécula como un todo. Una molécula que tiene exactamente un estereocentro quiral (generalmente un átomo de carbono asimétrico) se puede etiquetar (R) o (S), pero una molécula que tiene múltiples estereocentros necesita más de una etiqueta. Por ejemplo, el aminoácido esencial L-treonina contiene dos estereocentros quirales y se escribe (2 S ,3 S ) -treonina. No existe una relación estricta entre las designaciones R/S, D/L y (+)/(−), aunque existen algunas correlaciones. Por ejemplo, de los aminoácidos naturales, todos son L y la mayoría son (S). Para algunas moléculas, el enantiómero (R) es el enantiómero dextrógiro (+), y en otros casos es el enantiómero levógiro (-). La relación debe determinarse caso por caso con mediciones experimentales o modelos informáticos detallados.

## Historia

Las dos formas cristalinas asimétricas, dextrorrotatorias y levorrotatorias, del ácido tartárico.

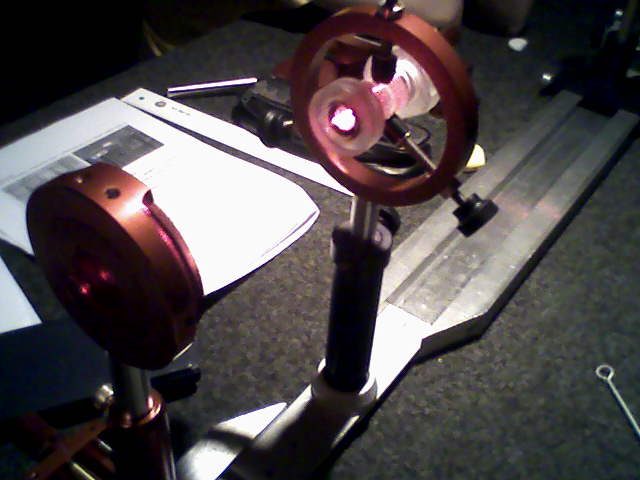
Experimento de medición de la concentración de la solución de sacarosa, que demuestra la rotación óptica.

La rotación de la orientación de la luz polarizada linealmente fue observada por primera vez en 1811 en cuarzo por el físico francés François Arago. En 1820, el astrónomo inglés Sir John F. W. Herschel descubrió que diferentes cristales de cuarzo individuales, cuyas estructuras cristalinas son imágenes especulares entre sí, giran la polarización lineal en cantidades iguales pero en direcciones opuestas. Jean Baptiste Biot también observó la rotación del eje de polarización en ciertos líquidos y vapores de sustancias orgánicas como la trementina. En 1822, Augustin-Jean Fresnel descubrió que la rotación óptica podía explicarse como una especie de birrefringencia: mientras que los casos de birrefringencia conocidos anteriormente se debían a las diferentes velocidades de la luz polarizada en dos planos perpendiculares, la rotación óptica se debía a las diferentes velocidades de la luz derecha. -Luz polarizada circularmente izquierda y derecha.  Desde entonces, se han utilizado polarímetros simples para medir las concentraciones de azúcares simples, como la glucosa, en solución. De hecho, un nombre para la D-glucosa (el isómero biológico) es dextrosa, en referencia al hecho de que hace que la luz polarizada linealmente gire hacia la derecha o hacia el lado derecho. De manera similar, la levulosa, más comúnmente conocida como fructosa, hace que el plano de polarización gire hacia la izquierda. La fructosa es incluso más fuertemente levorrotatoria que la glucosa es dextrorrotatoria. El jarabe de azúcar invertido, formado comercialmente por la hidrólisis del jarabe de sacarosa a una mezcla de azúcares simples componentes, fructosa y glucosa, recibe su nombre del hecho de que la conversión hace que la dirección de rotación se "invierta" de derecha a izquierda.
En 1849, Louis Pasteur resolvió un problema relacionado con la naturaleza del ácido tartárico. Una solución de este compuesto derivado de los seres vivos (en concreto, las lías de vino) gira el plano de polarización de la luz que lo atraviesa, pero el ácido tartárico derivado por síntesis química no tiene tal efecto, aunque sus reacciones son idénticas y su composición elemental es el mismo. Pasteur notó que los cristales vienen en dos formas asimétricas que son imágenes especulares entre sí. La clasificación de los cristales a mano dio dos formas del compuesto: las soluciones de una forma giran la luz polarizada en el sentido de las agujas del reloj, mientras que la otra forma gira la luz en el sentido contrario a las agujas del reloj. Una mezcla igual de los dos no tiene efecto polarizador sobre la luz. Pasteur dedujo que la molécula en cuestión es asimétrica y podría existir en dos formas diferentes que se parecen entre sí, como lo harían los guantes izquierdo y derecho, y que la forma orgánica del compuesto consiste únicamente en un tipo.
En 1874, Jacobus Henricus van 't Hoff y Joseph Achille Le Bel propusieron de forma independiente que este fenómeno de la actividad óptica en los compuestos de carbono podría explicarse asumiendo que los 4 enlaces químicos saturados entre los átomos de carbono y sus vecinos están dirigidos hacia los vértices de un tetraedro regular. Si los 4 vecinos son todos diferentes, entonces hay dos ordenaciones posibles de los vecinos alrededor del tetraedro, que serán imágenes especulares entre sí. Esto condujo a una mejor comprensión de la naturaleza tridimensional de las moléculas.
En 1945, Charles William Bunn predijo la actividad óptica de las estructuras aquirales, si la dirección de propagación de la onda y la estructura aquiral forman un arreglo experimental que es diferente de su imagen especular. Esta actividad óptica debida a la quiralidad extrínseca se observó en la década de 1960 en cristales líquidos.
En 1950, Sergey Vavilov predijo la actividad óptica que depende de la intensidad de la luz y el efecto de la actividad óptica no lineal se observó en 1979 en cristales de yodato de litio.
La actividad óptica se observa normalmente para la luz transmitida. Sin embargo, en 1988, M. P. Silverman descubrió que la rotación de polarización también puede ocurrir para la luz reflejada por sustancias quirales. Poco después, se observó que los medios quirales también pueden reflejar ondas polarizadas circularmente hacia la izquierda y hacia la derecha con diferentes eficiencias. Estos fenómenos de birrefringencia circular especular y dicroísmo circular especular se conocen conjuntamente como actividad óptica especular. La actividad óptica especular es muy débil en materiales naturales.
En 1898, Jagadish Chandra Bose describió la capacidad de las estructuras artificiales retorcidas para rotar la polarización de las microondas. Desde principios del siglo XXI, el desarrollo de materiales artificiales ha llevado a la predicción y la realización de metamateriales quirales con una actividad óptica superior a la de los medios naturales en órdenes de magnitud en la parte óptica del espectro. Se ha observado que la quiralidad extrínseca asociada con la iluminación oblicua de metasuperficies que carecen de doble simetría rotacional conduce a una gran actividad óptica lineal en transmisión y reflexión, así como una actividad óptica no lineal que supera la del yodato de litio en 30 millones de veces.

## Teoría
La actividad óptica ocurre debido a moléculas disueltas en un fluido o debido al fluido mismo solo si las moléculas son uno de dos (o más) estereoisómeros; esto se conoce como un enantiómero. La estructura de tal molécula es tal que no es idéntica a su imagen especular (que sería la de un estereoisómero diferente, o el "enantiómero opuesto"). En matemáticas, esta propiedad también se conoce como quiralidad. Por ejemplo, una barra de metal no es quiral, ya que su apariencia en un espejo no es distinta de sí misma. Sin embargo, una base de tornillo o bombilla (o cualquier tipo de hélice) es quiral; una rosca de tornillo común a la derecha, vista en un espejo, parecería un tornillo a la izquierda (muy poco común) que posiblemente no podría enroscarse en una tuerca común (a la derecha). Un ser humano visto en un espejo tendría su corazón en el lado derecho, una clara evidencia de quiralidad, mientras que el reflejo del espejo de una muñeca bien podría ser indistinguible de la propia muñeca.
Para mostrar actividad óptica, un fluido debe contener solo uno o una preponderancia de un estereoisómero. Si dos enantiómeros están presentes en proporciones iguales, sus efectos se anulan y no se observa actividad óptica; esto se denomina mezcla racémica. Pero cuando hay un exceso enantiomérico, más de un enantiómero que de otro, la cancelación es incompleta y se observa actividad óptica. Muchas moléculas naturales están presentes como un solo enantiómero (como muchos azúcares). Las moléculas quirales producidas en los campos de la química orgánica o la química inorgánica son racémicas a menos que se haya empleado un reactivo quiral en la misma reacción.
En el nivel fundamental, la rotación de polarización en un medio ópticamente activo es causada por la birrefringencia circular y se puede entender mejor de esa manera. Mientras que la birrefringencia lineal en un cristal implica una pequeña diferencia en la velocidad de fase de la luz de dos polarizaciones lineales diferentes, la birrefringencia circular implica una pequeña diferencia en las velocidades entre las polarizaciones circulares derecha e izquierda.  Se puede comparar un enantiómero en una solución como una gran cantidad de pequeñas hélices (o tornillos), todas dextrógiras, pero en orientaciones aleatorias. La birrefringencia de este tipo es posible incluso en un fluido porque la lateralidad de las hélices no depende de su orientación: incluso cuando se invierte la dirección de una hélice, todavía parece derecha. Y la luz polarizada circularmente en sí misma es quiral: a medida que la onda avanza en una dirección, los campos eléctricos (y magnéticos) que la componen giran en el sentido de las agujas del reloj (o en el sentido contrario a las agujas del reloj para la polarización circular opuesta), trazando un patrón de tornillo de mano derecha (o izquierda) en el espacio. Además del índice de refracción general que reduce sustancialmente la velocidad de fase de la luz en cualquier material dieléctrico (transparente) en comparación con la velocidad de la luz (en el vacío), existe una interacción adicional entre la quiralidad de la onda y la quiralidad de las moléculas. Donde sus quiralidades son las mismas, habrá un pequeño efecto adicional en la velocidad de la onda, pero la polarización circular opuesta experimentará un pequeño efecto opuesto, ya que su quiralidad es opuesta a la de las moléculas.
Sin embargo, a diferencia de la birrefringencia lineal, la rotación óptica natural (en ausencia de un campo magnético) no puede explicarse en términos de un tensor de permitividad material local (es decir, una respuesta de carga que solo depende del vector del campo eléctrico local), ya que las consideraciones de simetría lo prohíben. Más bien, la birrefringencia circular solo aparece cuando se considera la no localidad de la respuesta del material, un fenómeno conocido como dispersión espacial. No localidad significa que los campos eléctricos en una ubicación del material impulsan corrientes en otra ubicación del material. La luz viaja a una velocidad finita, y aunque es mucho más rápida que los electrones, hace una diferencia si la respuesta de la carga naturalmente quiere viajar junto con el frente de onda electromagnético o en sentido contrario. La dispersión espacial significa que la luz que viaja en diferentes direcciones (diferentes vectores de onda) ve un tensor de permitividad ligeramente diferente. La rotación óptica natural requiere un material especial, pero también se basa en el hecho de que el vector de onda de la luz es distinto de cero, y un vector de onda distinto de cero evita las restricciones de simetría en la respuesta local (vector de onda cero). Sin embargo, todavía hay simetría inversa, por lo que la dirección de la rotación óptica natural debe "invertirse" cuando se invierte la dirección de la luz, en contraste con la rotación magnética de Faraday. Todos los fenómenos ópticos tienen alguna influencia de no localidad/vector de onda, pero generalmente es insignificante; la rotación óptica natural, más bien únicamente, lo requiere absolutamente.
La velocidad de fase de la luz en un medio se expresa comúnmente usando el índice de refracción n, definido como la velocidad de la luz (en el espacio libre) dividida por su velocidad en el medio. La diferencia en los índices de refracción entre las dos polarizaciones circulares cuantifica la fuerza de la birrefringencia circular (rotación de polarización),
{\displaystyle \Delta n=n_{RHC}-n_{LHC}\,} .
Mientras que {\displaystyle \Delta n} es pequeño en materiales naturales, se han informado ejemplos de birrefringencia circular gigante que resulta en un índice de refracción negativo para una polarización circular para metamateriales quirales.
La rotación familiar del eje de polarización lineal se basa en la comprensión de que una onda polarizada linealmente también puede describirse como la superposición (suma) de una onda polarizada circularmente izquierda y derecha en igual proporción. La diferencia de fase entre estas dos ondas depende de la orientación de la polarización lineal que llamaremos {\displaystyle \theta _{0}}, y sus campos eléctricos tienen una diferencia de fase relativa de {\displaystyle 2\theta _{0}} que luego se suman para producir polarización lineal:
{\displaystyle \mathbf {E} _{RHC}={\frac {\sqrt {2}}{2}}({\hat {x}}+i{\hat {y}})}
donde {\displaystyle \mathbf {E} _{\theta _{0}}} es el campo eléctrico de la onda neta, mientras que {\displaystyle \mathbf {E} _{RHC}} y {\displaystyle \mathbf {E} _{LHC}} son las dos funciones de base polarizadas circularmente (que tienen diferencia de fase cero). Suponiendo propagación en la dirección +z, podríamos escribir {\displaystyle \mathbf {E} _{RHC}} y {\displaystyle \mathbf {E} _{LHC}} en términos de sus componentes xey como sigue:
{\displaystyle \mathbf {E} _{LHC}={\frac {\sqrt {2}}{2}}({\hat {x}}-i{\hat {y}})}
{\displaystyle \mathbf {E} _{\theta _{0}}={\frac {\sqrt {2}}{2}}(e^{-i\theta _{0}}\mathbf {E} _{RHC}+e^{i\theta _{0}}\mathbf {E} _{LHC})\,\,}
donde {\displaystyle {\hat {x}}} y {\displaystyle {\hat {y}}} son vectores unitarios, e i es la unidad imaginaria, en este caso representa el cambio de fase de 90 grados entre los componentes x e y en los que hemos descompuesto cada polarización circular. Como es habitual cuando se trata de notación fasorial, se entiende que tales cantidades deben multiplicarse por {\displaystyle e^{-i\omega t}} y luego el campo eléctrico real en cualquier instante está dado por la parte real de ese producto.
Sustituyendo estas expresiones por {\displaystyle \mathbf {E} _{RHC}} y {\displaystyle \mathbf {E} _{LHC}} en la ecuación para {\displaystyle \mathbf {E} _{\theta _{0}}} obtenemos:
{\displaystyle ={\frac {1}{2}}({\hat {x}}(e^{-i\theta _{0}}+e^{i\theta _{0}})+{\hat {y}}i(e^{-i\theta _{0}}-e^{i\theta _{0}}))\,\,}
{\displaystyle ={\frac {1}{2}}({\hat {x}}(e^{-i\theta _{0}}+e^{i\theta _{0}})+{\hat {y}}i(e^{-i\theta _{0}}-e^{i\theta _{0}}))\,\,}
{\displaystyle ={\hat {x}}\cos(\theta _{0})+{\hat {y}}\operatorname {sen}(\theta _{0})}
La última ecuación muestra que el vector resultante tiene las componentes x e y en fase y orientado exactamente en el {\displaystyle \theta _{0}} dirección, como habíamos pretendido, justificando la representación de cualquier estado polarizado linealmente en ángulo {\displaystyle \theta } como la superposición de componentes polarizados circularmente derecho e izquierdo con una diferencia de fase relativa de {\displaystyle 2\theta }. Ahora supongamos transmisión a través de un material ópticamente activo que induce una diferencia de fase adicional entre las ondas polarizadas circularmente derecha e izquierda de {\displaystyle 2\Delta \theta } . llamemos {\displaystyle \mathbf {E} _{out}} el resultado de pasar la onda original polarizada linealmente en ángulo {\displaystyle \theta } a través de este medio. Esto aplicará factores de fase adicionales de {\displaystyle -\Delta \theta } y {\displaystyle \Delta \theta } a la derecha y a la izquierda componentes polarizados circularmente de {\displaystyle \mathbf {E} _{\theta _{0}}}:
{\displaystyle \mathbf {E} _{out}={\frac {\sqrt {2}}{2}}(e^{-i\Delta \theta }e^{-i\theta _{0}}\mathbf {E} _{RHC}+e^{i\Delta \theta }e^{i\theta _{0}}\mathbf {E} _{LHC})\,\,.}
{\displaystyle \mathbf {E} _{out}={\hat {x}}\cos(\theta _{0}+\Delta \theta )+{\hat {y}}\sin(\theta _{0}+\Delta \theta )}
describiendo así una onda polarizada linealmente en ángulo {\displaystyle \theta _{0}+\Delta \theta }, por lo tanto rotado por {\displaystyle \Delta \theta } en relación con la onda entrante: {\displaystyle \mathbf {E} _{\theta _{0}}}
Definimos arriba la diferencia en los índices de refracción para ondas polarizadas circularmente derecha e izquierda de {\displaystyle \Delta n}. Considerando la propagación a través de una longitud L en tal material, habrá una diferencia de fase adicional inducida entre ellos de {\displaystyle 2\Delta \theta } (como usamos arriba) dado por:
{\displaystyle 2\Delta \theta ={\frac {\Delta nL2\pi }{\lambda }}} ,
donde {\displaystyle \lambda } es la longitud de onda de la luz (en el vacío). Esto provocará una rotación del eje lineal de polarización por {\displaystyle \Delta \theta }.
En general, el índice de refracción depende de la longitud de onda (ver dispersión) y el índice de refracción diferencial {\displaystyle \Delta n} también será dependiente de la longitud de onda. La variación resultante en la rotación con la longitud de onda de la luz se denomina dispersión rotatoria óptica (ORD). Los espectros ORD y los espectros de dicroísmo circular están relacionados a través de las relaciones de Kramers-Kronig. El conocimiento completo de un espectro permite el cálculo del otro.
Entonces encontramos que el grado de rotación depende del color de la luz (la línea D amarilla de sodio cerca de 589 nm de longitud de onda se usa comúnmente para mediciones), y es directamente proporcional a la longitud de la trayectoria {\displaystyle L} a través de la sustancia y la cantidad de birrefringencia circular del material {\displaystyle \Delta n} que, para una solución, se puede calcular a partir de la rotación específica de la sustancia y su concentración en solución.
Aunque normalmente se considera que la actividad óptica es una propiedad de los fluidos, en particular de las soluciones acuosas, también se ha observado en cristales como el cuarzo (SiO2). Aunque el cuarzo tiene una birrefringencia lineal sustancial, ese efecto se cancela cuando la propagación es a lo largo del eje óptico. En ese caso, se observa la rotación del plano de polarización debido a la rotación relativa entre los planos del cristal, lo que hace que el cristal sea formalmente quiral como lo hemos definido anteriormente. La rotación de los planos de cristal puede ser hacia la derecha o hacia la izquierda, produciendo de nuevo actividades ópticas opuestas. Por otro lado, las formas amorfas de sílice como el cuarzo fundido, como una mezcla racémica de moléculas quirales, no tienen actividad óptica neta, ya que una u otra estructura cristalina no domina la estructura molecular interna de la sustancia.

## Aplicaciones
Para una sustancia pura en solución, si el color y la longitud de la trayectoria son fijos y se conoce la rotación específica, la rotación observada se puede usar para calcular la concentración. Este uso hace que un polarímetro sea una herramienta de gran importancia para quienes comercian o usan jarabes de azúcar a granel.

## Comparación con el efecto Faraday
La rotación del plano de polarización de la luz también puede ocurrir a través del efecto Faraday, que implica un campo magnético estático. Sin embargo, este es un fenómeno distinto que no se clasifica como "actividad óptica". La actividad óptica es recíproca, es decir, es la misma para direcciones opuestas de propagación de onda a través de un medio ópticamente activo, por ejemplo, rotación de polarización en el sentido de las agujas del reloj desde el punto de vista de un observador. En el caso de medios isotrópicos ópticamente activos, la rotación es la misma para cualquier dirección de propagación de la onda. Por el contrario, el efecto de Faraday no es recíproco, es decir, direcciones opuestas de propagación de onda a través de un medio de Faraday darán como resultado una rotación de polarización en el sentido de las agujas del reloj y en el sentido contrario a las agujas del reloj desde el punto de vista de un observador. La rotación de Faraday depende de la dirección de propagación relativa a la del campo magnético aplicado. Todos los compuestos pueden exhibir rotación de polarización en presencia de un campo magnético aplicado, siempre que (un componente de) el campo magnético esté orientado en la dirección de propagación de la luz. El efecto Faraday es uno de los primeros descubrimientos de la relación entre la luz y los efectos electromagnéticos.

## Otras lecturas
- Eugene Hecht, Óptica, 3.ª edición, Addison-Wesley, 1998,ISBN 0-201-30425-2
- Akhlesh Lakhtakia, Beltrami Fields in Chiral Media Archivado el 13 de marzo de 2012 en Wayback Machine., World Scientific, Singapur, 1994
- Un tutorial paso a paso sobre la rotación óptica
- Morrison. Roberto. T y Boyd. Roberto. N, "Química orgánica (6ª ed)". Prentice-Hall Inc (1992).

- Datos: Q530648